# Stânca (okręg Jassy)
Stânca – wieś w Rumunii, w okręgu Jassy, w gminie Comarna. W 2011 roku liczyła 213 mieszkańców.